# LGSF Kaunas
LGSF Kaunas (Lietuvos gimnastikos ir sporto federacija) var en litauisk idrottklubb i Kaunas.

## Historia
Klubben grundades år 1927 under namnet Lietuvos gimnastikos ir sporto federacija. Den blev litauiska mästare i herrfotboll 1939 och i damvolleyboll 1943.